# マイニング (暗号資産)

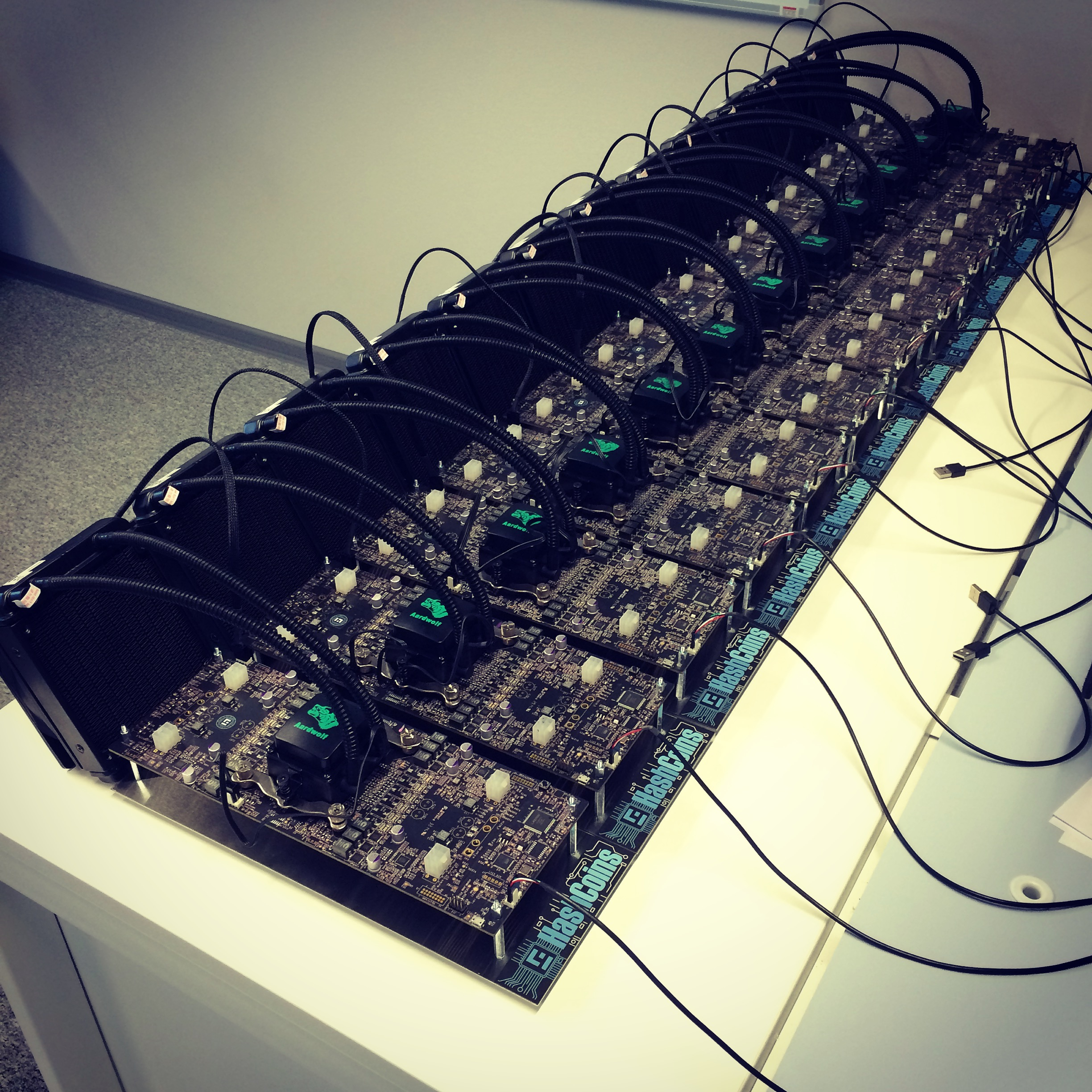
ハッシュコインのマイニング

マイニングとは、コンピュータの作業に協力し、その報酬として新たに発行された暗号資産を得ること。採掘とも呼ばれる。英語では「採掘」の意味する「マイニング（英: mining）」が使われており、日本語でも同様に「マイニング」という表現が定着している。

## 仕組み
暗号資産の取引においては、不正を防止するため、「ブロックチェーン」という仕組みを実装している。そのためには、取引の記録を取引台帳(ブロック)に書き込む計算処理をしなければならない。その役目としての「マイナー」が、コンピューターでその計算処理を実行している。最初に更新に成功したマイナーに報酬として新たに発行した暗号資産が支払われる。計算をする行為が、鉱山から宝を探し当てるほど困難なことから「マイニング」と名付けられた。「マイナー」は採掘者とも呼ばれている。マイニングのおかげで、その暗号資産の信頼が得られる。多くの暗号資産の場合、最初に発行枚数が決められている。

### プルーフ・オブ・ワーク
プルーフ・オブ・ワークはマイニングのアルゴリズムの一種で、略してPoWと呼ばれる。計算ができるマイナーであるほど、承認の権限が強くなる。大量の電力を消費する代わりに安全性が高い。また、暗号資産の価格が上がると、マイニングの電力の消費も増える。計算をする時に使う電力の39%は、再生可能エネルギーを使っている。ビットコインやライトコインのマイニングはほとんどがGPUが使われている。CPUでもマイニングは行えるが、効率の面からGPUが使われている。ビットコインなどで使われているアルゴリズムである。

### プルーフ・オブ・ステーク
プルーフ・オブ・ステークはマイニングのアルゴリズムの一種で、略してPoSと呼ばれる。英語では「Proof of Stake」と呼ばれ、その通貨を多く持つマイナーほど承認の権限が強くなる。環境への影響が小さく、取引の処理も優れている。また、イーサリアムは、PoSへ移行している。PoWはマイニングの際に大量のエネルギーを使うので、環境保護団体などからはマイニングを廃止したり、エネルギーの消費が少ない、この方式にするように求められていた。

## マイナー
マイナーは、マイニングマシンと呼ばれるコンピューターなどを使用してマイニングを行っている。ほかのマイナーとの競争に勝つために、多くの企業などは高い性能のコンピューターを大量に用意して稼働し続けている。なので、多くの企業は電気料金が安い中国やアメリカのテキサス州などで工場を稼働させていた。2021年5月21日、ビットコインのマイニングを中国が取り締まることを発表した。中国がマイニングを禁止する前は世界で3分の2のシェアだったが、7月以降にはシェアがほぼ0になり、アメリカが代わりに首位になった。そして、様々な州が主要なマイニング拠点になった。また、カザフスタンはビットコインのマイニングにおいて世界第2位の座を獲得した。だが、カザフスタンでは、1年間の全国電力消費量の伸び率は7％を超え、電力価格が上がり、一部停電が起きている。マイニングの難しさは28%減少し、一時的にはるかに簡単になったが、すぐに戻った。中国でマイニングが禁止されて以降は、同じく電力料金が安いカナダやカザフスタン、テキサス州に進出する企業が増加している。
暗号資産が始まったばかりの頃は、個人でマイニングをすることが多かったので、マイニングで1億円相当以上の資産を築く人もいた。しかし、2022年現在、団体でマイニングをしているところが多いので、個人でマイニングをするのは現実的ではないと言う意見もある。

### マイニングソフト
また、自分の端末だけでなく、他人の端末を使用して、マイニングを行うソフトもある。これらはマイニングソフトと呼ばれ例として「Coinhive(コインハイブ)」などが挙げられる。主な使い方としては、ソフトをウェブサイトに設置しておき、サイトを閲覧した人の端末で計算を行わせ、報酬は自分が得るという仕組みである。

## 環境への影響
マイニングに対して、環境への影響が懸念が出ている。また、マイニングによる環境への影響はオランダなど多くの国々の年間の電気の消費量に匹敵するほど大きい。現在、マイニングの年間の消費する量は世界の電力を生産する量の0.57%に相当し、世界の電力を消費する量の0.65%を占める。環境運動家は、マイニングに大量の電力が消費されていることに懸念を抱き、発電によって排出される温暖化ガスの削減に向け、規制強化を政府に求めている。だが、「This Machine Greens」は、「プルーフ・オブ・ワーク」システムより、クルーズ業界はビットコインの2倍のエネルギーを使うと主張し、それよりエネルギーを使う量は少ないと反論している。